# Isabelle Fromantin
 (septembre 2022).
Pour les articles homonymes, voir Fromantin.
Isabelle Fromantin est une infirmière française née en 1970.

## Etudes
Isabelle Fromantin obtient son diplôme d'infirmière en 1992 à Paris, puis part un an au Togo en tant que bénévole pour exercer son métier dans un hôpital d'enfants, en brousse.

## Carrière
À son retour en France, elle intègre l'Institut Curie.[réf. souhaitée]
Isabelle Fromantin se spécialise dans le traitement des plaies.
Elle démarre un travail de recherche sur la chronicisation des plaies tumorales qui aboutit en 2009 à une thèse en Sciences de la vie et de la santé, à l'université de Cergy-Pontoise. Elle concentre ses recherches sur les plaies tumorales du sein, en travaillant avec des chimistes sur le problème des bactéries et des odeurs qui se dégagent de ces plaies et qui ont des conséquences psychologiques et sociales,. Cette même année, elle est promue chevalière dans l'ordre national du Mérite .
Elle poursuit ses recherches et développe un nouveau pansement anti-odeurs pour les plaies malodorante, breveté en 2016.
Elle porte[pas clair] les projets KDOG qui vise à détecter le cancer du sein par les odeurs en utilisant 2 méthodes complémentaires: des chiens de détection et la chimie analytique[réf. souhaitée].

## Prix et distinctions
- Chevalière de la Légion d'honneur en 2015[6]
- Chevalière de l'Ordre Nationale du Mérite en 2009
- Officière de l'Ordre Nationale du Mérite en 2024
- Femme d'influence 2024, catégorie "coup de coeur"
- Médaille d'argent de la S.E.P (Société d'Encouragement au Progrès) en 2025

## Publications
- Isabelle Fromantin, Une plaie vivante, Fondation littéraire Fleur de lys, 2006, 320 p. (ISBN 978-2-89612-173-1)
- Isabelle Fromantin, Blouse blanche et poils de chien, Paris, Editions de la Martinière, 2018, 240 p. (ISBN 978-2-7324-8580-5)